# Cool'n'Quiet
Tecnología Cool'n'Quiet (en español: fresco y silencioso), abreviado a veces como CnQ, es una tecnología introducida por AMD en sus microprocesadores de 64 bits Athlon 64 y Sempron que permite reducir la frecuencia de operación del procesador (disminuyendo el voltaje en el micro) en función de las necesidades reales del sistema, reduciendo así el consumo de energía y calor generado.

## Funcionamiento
Cool'N'Quiet reduce la velocidad del procesador cuando la carga de trabajo de la computadora es baja, la reducción provoca una bajada de temperatura (Cool) que a su vez reduce las revoluciones por minuto del ventilador (cooler) del procesador (Quiet). Todo ello redunda en un mejor aprovechamiento de la energía y una disminución del calor generado y del ruido producido por el ventilador del procesador: Cool'N'Quiet.
Cuando la carga de trabajo aumenta, la frecuencia de ciclos de trabajo del procesador sube de nuevo hasta los niveles requeridos o máximos en su caso.
La velocidad del procesador se actualiza cada 1/30 segundos, lo que podría producir una pequeña baja de rendimiento de la computadora, al tener que esperar ese tiempo para que aumente la velocidad. En cualquier caso, la frecuencia de refresco de la velocidad es suficientemente elevada como para apenas notar una bajada de rendimiento.

## Requisitos
La tecnología Cool'n'Quiet exige compatibilidad del microprocesador y su refrigerador, la placa madre, la BIOS y la instalación de drivers por parte del usuario dependiendo del Sistema Operativo, como en el caso por ejemplo de Windows (anteriores a XP y Vista sin soporte ACPI 2.0+) frente a algunas distribuciones Linux (desde la versión del kernel 2.6.18) como Ubuntu.
En dichas distros Linux no se suele necesitar la instalación de driver alguno ya que el kernel suele venir compilado con el módulo de control de frecuencia de la CPU (powernow-k8 driver).

## Orígenes
Hay que recordar que esta tecnología nació de los ordenadores portátiles ya que reducían su velocidad y consumo para aguantar más tiempo con la batería. Por parte de Intel se desarrolló la llamada SpeedStep para sus portátiles, AMD a su vez desarrolló PowerNow! llegando en la actualidad a los ordenadores de escritorio como Cool'n'Quiet.

## Opciones
Dependiendo del Sistema operativo se puede deshabilitar desde este mismo o bien desde las opciones de la Placa Base.

### Windows2000
Sobre Windows 2000, en Opciones de Energía del Panel de Control, en la pestaña AMD's Cool'n'Quiet (tm) Technology, la opción de Rendimiento Automático la habilita, mientras que la opción Rendimiento máximo la deshabilita.

## Alternativas
Hay alternativas a esta función mediante programas como K10Stat o Phenom MSR Tweaker. Estas opciones permiten tener un mayor control sobre el voltaje y frecuencia del procesador, permitiendo obtener mejoras aun mayores sobre el consumo y el rendimiento, esto último recurriendo al Overclock.

## Beneficios
Esta tecnología supone algunos beneficios para el usuario, de menos a más importante tenemos:
- Menor consumo eléctrico: Nuestro computador consumirá un poco menos, unos 10 W aproximadamente. Sumado a ciertas opciones que traen las placas base, puede multiplicarse la bajada de consumo al modificar el voltaje de uso.

- Menor desgaste electrónico: La reducción de petición de voltaje del procesador relaja tanto el estrés de la CPU como de los reguladores de tensión de la placa base y los circuitos de la fuente de alimentación. Con ello, aumentamos las posibilidades de que estos componentes no fallen a medio/largo plazo, ahorrando así en futuros problemas, pérdida de datos y desembolsos adicionales en piezas rotas.

- Mejora de las temperaturas: El procesador estará más fresco mientras esté actuando el Cool'n'Quiet por lo que generará menos calor dentro de la caja, lo que afecta directamente a la temperatura del mismo que baja hasta unos valores bastante menos elevados (algo especialmente notorio con elevada temperatura ambiente, por ejemplo, durante las estaciones veraniegas), pero también contribuye a que el resto del equipo no se caliente tanto y requiera menos ventilación.

- Finalmente el beneficio más relevante es la reducción de ruido ya que, al bajar la cantidad de calor generada, se necesita menos refrigeración. Aquí entra en juego la placa base y su capacidad de gestión del Cool'n'Quiet: algunas actúan reduciendo automáticamente la velocidad del ventilador de la CPU, otras en cambio reducen todos los ventiladores que estén conectados a la placa base. En cualquier caso, se aprecia un notorio descenso del ruido producido.

## Microprocesadores con Tecnología Cool'n'Quiet
- AMD Sempron 3000, 3100, 3300 y 3400 con núcleo Palermo E6 (septiembre de 2005) Socket 754.
- También AMD Sempron 140 Socket AM3.
- Todos los AMD Sempron Socket 939.
- Todos los AMD Athlon 64 Socket 754, 939, 940 y AM2.
- Todos los AMD Athlon 64 x2 Socket 939 y AM2+.
- Todos los AMD Athlon 64 x4 Socket AM2.
- Todos los AMD Athlon 64 FX Socket 939, 940 y AM2+.
- Todos los AMD Phenom 64 x3 Socket AM2+

- Todos los AMD Athlon II
- Todos los AMD Phenom II
- Serie Dragon
- Todos los AMD Serie A- (A4, A6, A8, A10, A12) con zócalo FM1/+, FM2/+ y AM4
- Todos los AMD FX (Bulldozer) Socket AM3+
- Todos los AMD Ryzen (Zen) Socket AM4